# Драган Борисављевић
Драган Борисављевић (Плочник, 1938 – Прокупље, 20. мај 2016) био је професор у топличким школама, новинар и песник.

## Биографија
Као професор српскохрватског језика и југословенске књижевности и наставник руског језика радио је у основним школама у Топличкој Великој Плани и школи „9. октобар“ у Прокупљу, у којој је више од две деценије био и директор. Потом се посвећује новинарству као дописник Политике из Топлице којој остаје веран до своје смрти. 
Један је од креатора културног живота Прокупља и Топлице шездесетих година 20. века, када је с групом младих писаца покренуо часопис „Ток“, Књижевно друштво „Раде Драинац“, Драинчеве сусрете песника и издавачку делатност. На његову иницијативу подигнут је споменик Раду Драинцу у Прокупљу и обновљена његова родна кућа у Трбуњу код Блаца.
Поезијом је почео да се бави као прокупачки гимназијалац, а писао је и прозу, књижевну критику и бавио се лингвистиком. Као новинар неговао је репортажу у Политици дуже од четири деценије.
Заступљен је у бројним антологијама и зборницима српске поезије. Песме су му превођене на македонски, бугарски и белоруски језик. Преводио је с руског и македонског.

## Награде и признања
- Орден рада
- Орден рада за војне заслуге,
- Златна значка КПЗ Србије,
- Светосавска повеља,
- Награда Драинац за допринос афирмацији топличке културе, 2014,

## Дела

### Књиге песама
- Мале обнове, Књижевно друштво „Раде Драинац“, Прокупље 1968,
- Стара језа, Драинац, Прокупље, 1989,
- Аврам, Удружење српских издавача, Београд, 2014,

### Студије и монографије
- Говор Прокупља и околине, језичка студија, 1988,
- Прокупље, монографија, СО Прокупље, Прокупље, 1995,